# نيت مونتانا
نيت مونتانا (بالإنجليزية: Nate Montana)‏ هو لاعب كرة قدم أمريكية أمريكي، ولد في 3 أكتوبر 1989 في سانتا كلارا في الولايات المتحدة.